# 曾集熙
曾集熙（？—？）广东宝安（今属深圳）人。中华民国政治人物。

## 生平
曾集熙毕业于国立北京大学，获法学士学位。1927年4月1日，任武汉国民政府交通部秘书。1928年12月5日，任司法院院部参事。1929年6月26日，任汉口特别市政府秘书长，1930年2月10日免职。1947年9月15日，任国民政府立法院第四届立法委员。